# Synallaxe ardoisé
Synallaxis brachyura
Espèce
Statut de conservation UICN

 LC  : Préoccupation mineure
Le Synallaxe ardoisé (Synallaxis brachyura) est une espèce de passereaux de la famille des Furnariidae.

## Répartition
Son aire s'étend disjointement à travers l'est de l'Amérique centrale et le Tumbes-Chocó-Magdalena.

## Sous-espèces
L'espèce comporte quatre sous-espèces :
- S. brachyura nigrifumos (Lawrence, 1865) vit au Honduras, Colombie et Équateur
- S. brachyura grisenucha (Chapman, 1923) vit en Équateur et au Pérou
- S. brachyura brachyura (Lafresnaye, 1843) vit dans la Magdalena valley  en Colombie
- S. brachyura caucae (Chapman, 1914) vit dans la Cauca valley  en Colombie